# 馮志孝
馮志孝（1938年—），又名馮志效，京劇演員，工生行，馬連良弟子。中國戲曲學校（今中國戲曲學院和中國戲曲學院附中）畢業后，參加中國京劇院四團工作。1961年11月22日拜師馬連良。在新編古裝京劇《楊門女將》裡飾演寇準，并參演崔嵬、陳懷皚執導的電影版。文革中列進第2批樣板戲的現代京劇《紅色娘子軍》，他飾男主角洪常青，舞台版、電影版、唱片都是他演。現在，他是中國國家1級演員、中國國家京劇院藝術委員會委員。